# Schuldscheindarlehen
Ein Schuldscheindarlehen (oft verkürzt Schuldschein genannt; englisch promissory bill; verwandte, aber nicht bedeutungsgleiche englische Begriffe sind bonded loan, promissory note und debenture bond) ist ein Darlehen, das dem Kreditnehmer durch große Kapitalsammelstellen als Kreditgeber gewährt wird, ohne dass dieser den organisierten Kapitalmarkt in Anspruch nehmen muss.

## Allgemeines
Es ist benannt nach dem Schuldschein, dessen Rolle beim Schuldscheindarlehen der Kreditvertrag übernimmt. Es stellt neben dem Bankkredit und der Anleihe eine weitere Form der (langfristigen) Fremdfinanzierung für Unternehmen dar.
Der als Schuldschein ausgestellte Kreditvertrag ist kein Wertpapier und damit kaum fungibel, kann aber durch Schuldübernahme oder Abtretung übertragen werden. Das Schuldscheindarlehen ist so ausgestattet, dass es einem Wertpapier möglichst nahe kommt.

## Rechtsfragen
Das Schuldscheindarlehen ist inhaltlich ein Darlehen nach § 488 Abs. 1 BGB. In einem Kreditvertrag werden – wie bei normalen Darlehen auch – alle darlehensrechtlichen Abreden getroffen. Dieser Kreditvertrag fungiert zugleich als Schuldschein nach § 344 Abs. 2 HGB, der einige Besonderheiten aufweist. Ein Schuldschein setzt nämlich voraus, dass der ihn ausstellende Schuldner die Kaufmannseigenschaft nach § 1 HGB besitzt. Der als Schuldschein ausgestellte Kreditvertrag ist eine Urkunde, die das Bestehen einer Verpflichtung beweisen soll. Das Eigentum am Schuldschein steht dem jeweiligen Gläubiger zu (§ 952 Abs. 1 BGB). Im Prozess erbringt der vom Schuldner eigenhändig unterschriebene Schuldschein vollen Beweis für die entsprechende Erklärung des Schuldners (§ 416 ZPO). Tilgt der Schuldner seine Verbindlichkeit, so kann er gegen Quittung die Rückgabe des Schuldscheins verlangen (§ 371 Satz 1 BGB).

## Vertragspartner
Im Regelfall treten Kreditinstitute als Kreditgeber auf und schließen mit dem Schuldner, der ein Unternehmen mit einwandfreier Bonität sein muss, einen Kreditvertrag. Die Kreditinstitute können nach Abschluss den dem Schuldscheindarlehen zugrunde liegenden Kredit ganz oder teilweise in die eigenen Bücher nehmen oder an Anleger – typischerweise Großinvestoren wie Versicherungsunternehmen, Pensionskassen und Sozialversicherungsträger – übertragen. Umgekehrt können auch Kreditinstitute oder Kreditinstitute mit Sonderaufgaben Schuldner von Schuldscheindarlehen sein, dann sind die Aussteller ebenfalls Großinvestoren wie Kapitalsammelstellen. Ein weiterer Kreditnehmer war einst die öffentliche Hand. Ende 1981 entfielen 58 Prozent der Gesamtverschuldung des Bundes auf Schuldscheindarlehen, bei den Gebietskörperschaften waren es 75 Prozent. Ab 1986 drang dann wieder die Wertpapierverschuldung vor.
Versicherungen hatten im Jahre 1935 in Deutschland mit Schuldscheindarlehen als Anlageform im Rahmen der Deckungsstockfähigkeit begonnen. Es dient heute dem Mittelstand und der Großindustrie als ergänzendes Finanzierungsinstrument neben Bankkredit und Unternehmensanleihe. Es ist insbesondere für Unternehmen attraktiv, die für die Emission von Unternehmensanleihen größenbedingt nicht in Frage kommen oder sich nicht durch eine Ratingagentur bewerten lassen wollen. Das Schuldscheindarlehen gehört in Deutschland zu den Privatplatzierungen, da der Abschluss des Kreditvertrages außerbörslich stattfindet.

## Übertragbarkeit
Der Kreditvertrag als Schuldschein ist kein fungibles Wertpapier wie eine Inhaberschuldverschreibung. Die Übertragung eines Schuldscheindarlehens an neue Gläubiger ist nur in Form einer Vertragsübernahme oder einer Abtretung nach den §§ 398 ff. BGB möglich. Das Schuldscheindarlehen ist, anders als die Schuldverschreibung, nicht standardisiert, was seine Handelbarkeit ebenfalls einschränkt. Da bei der Übertragung das Abtretungsrecht gilt, muss der Schuldner einer Abtretung nicht zustimmen, es sei denn, der Kreditvertrag enthält entsprechende Abreden.

## Merkmale
Schuldscheindarlehen haben typischerweise eine Laufzeit von 2 bis 10 Jahren und werden meist über einen Betrag im Bereich 10–200 Mio. €, besonders häufig 50–150 Mio. €, begeben. Die Stückelung ist mindestens 50.000 €, meistens 500.000 €.
Der Zins eines Schuldscheindarlehens liegt meist etwa 0,25 bis 0,5 Prozentpunkte über dem Zinssatz einer vergleichbaren Anleihe; der Agio honoriert die fehlende Fungibilität bzw. geringe Liquidität. Bei günstigen Marktbedingungen (insbesondere in Rezessionsphasen) sind auch Zinssätze unter Anleihenniveau möglich.
Schuldscheindarlehen können unbesichert oder besichert sein (siehe Deckung), wobei die Verwertung eines besicherten Schuldscheindarlehens rechtlich nicht einfach ist. Gemäß den Vorschriften über die Deckungsstockfähigkeit (Sicherungsvermögen) der BaFin sind Schuldscheindarlehen bei Einhaltung gewisser Vorgaben – unter anderem zur Bonität – deckungsstockfähig.
Die Tilgung kann theoretisch frei gestaltet werden. In der Praxis werden Schuldscheindarlehen fast immer als endfälliges Darlehen strukturiert, da Schuldscheindarlehen mit regelmäßiger Tilgung weder im Interesse institutioneller Anleger noch im Interesse der meisten Emittenten sind.
Übliche Nebenabreden (englisch covenants) sind Negativerklärung, Change of Control, Pari-passu-Klausel und Cross-Default-Klausel.

## Bilanzierung
Schuldscheindarlehen werden beim Schuldner als Verbindlichkeiten im Bilanzposten Sonstige Verbindlichkeiten gemäß § 266 Abs. 3 C 8 HGB ausgewiesen. Wurden sie jedoch von Kreditinstituten als Gläubiger gewährt, sind sie in dem Bilanzposten Verbindlichkeiten gegenüber Kreditinstituten gemäß § 266 Abs. 3 C 2 HGB auszuweisen. Der Gläubiger bilanziert Schuldscheindarlehen aufgrund ihres in der Regel langfristigen Charakters unter dem Bilanzposten Sonstige Ausleihungen (§ 266 Abs. 2 A III 6 HGB).
Institutionelle Investoren bilanzieren Schuldscheindarlehen nach IAS 39 unter „Kredite und Forderungen“ (englisch Loans and Receivables) zu fortgeführten Anschaffungskosten, was Schuldscheindarlehen bilanziell zu einer attraktiven Anlage aus Investorensicht macht. Das Aufsichtsregime Solvabilität II verlangt eine abweichende Bewertung für die Bilanzierung gemäß dem Prinzip des Fair Value (Artikel 75 Richtlinie 2009/138/EG).

## Vorteile
- Höhere Flexibilität im Vergleich zur Industrieobligation (handelbare Unternehmensanleihe).
- Geringeres Mindestvolumen
- Schuldscheindarlehen können auch von nicht-emissionsfähigen Unternehmen aufgenommen werden.
- Spezielle Kreditbedingungen sind Verhandlungssache, z. B. Bereitstellungs- oder Tilgungsmodalitäten
- Geringe Nebenkosten von zirka 0,2 bis 0,5 Prozent des aufgenommenen Kapitals; Nebenkosten bis 2 Prozent können bedingt durch die Fixkosten auftreten, wenn das Emissionsvolumen sehr gering ist.

## Nachteile
- Eine vorzeitige Tilgung des Darlehens ist in der Regel nicht möglich.
- Höhere Zinsbelastung. Diese wird meistens dadurch kompensiert, dass Kosten im Vergleich zu den Finanzierungsalternativen gespart werden können (Emission, Kuponeinlösungsprovisionen, Auslosungs- und Kurspflegekosten)

## Wirtschaftliche Bedeutung
In Deutschland betrug im Jahr 2012 das Marktvolumen an Schuldscheindarlehen 72,4 Milliarden Euro. Das Volumen an Unternehmensanleihen ohne Banken betrug dagegen etwa 241 Milliarden Euro. Das Emissionsvolumen an Schuldscheindarlehen lag 2012 bei 12,1 Milliarden Euro.
Zu den Ländern, deren Unternehmen traditionell Schuldscheindarlehen abschließen – wie Deutschland, die Schweiz und Österreich –, gesellen sich zunehmend Unternehmen aus Frankreich, Belgien, den Niederlanden, Italien, Finnland und dem Vereinigten Königreich. Bei den Drittländern genießt das Schuldscheindarlehen vor allem in Brasilien, Israel und Norwegen zunehmende Beliebtheit. Kennzeichnend sind die Nachfrage nach langen Laufzeiten und einer Diversifizierung der Währungen. Im Jahr 2016 gab es der FAZ zufolge ein Rekordvolumen an neuen Schuldscheindarlehen von Unternehmen. Es wurden 27 Milliarden Euro davon neu emittiert. Traditionell führen die deutschen Unternehmen mit einem Anteil von 52,3 Prozent. Dahinter liegen Unternehmen aus Österreich (12,4 Prozent), aus Frankreich (11,1 Prozent) oder der Schweiz (9,5 Prozent). Danach stellen die Unternehmen aus den Benelux-Ländern die wichtigste Emittentengruppe.